# Cirkelpassaren
Cirkelpassaren (Circinus på latin) är en liten, svag stjärnbild på södra stjärnhimlen.
Konstellationen är en av de 88 moderna stjärnbilderna som erkänns av den Internationella astronomiska unionen.

## Historik
Stjärnbilden beskrevs först av den franske astronomen Nicolas Louis de Lacaille 1756, för att täcka en lucka på stjärnhimlen mellan Södra triangeln och Kentaurens framben.

## Stjärnor

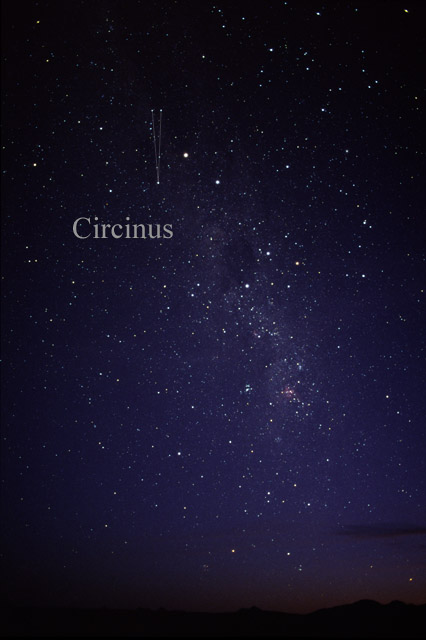
Stjärnbilden Cirkelpassaren (Circinus) som den kan ses med blotta ögat.

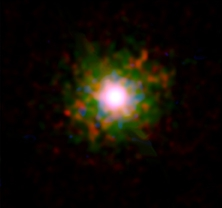
Röntgenbinären Circinus X-1 sedd av Chandra-teleskopet.

Cirkelpassaren är en ljussvag stjärnbild med bara några huvudstjärnor som fått Bayer-beteckning.
- α - Alfa Circini är den ljusstarkaste stjärnan i Cirkelpassaren, en dubbelstjärna med magnitud 3,19.
- β - Beta Circini är en vit stjärna av magnitud 4,07.
- γ - Gamma Circini är en dubbelstjärna där huvudstjärnan är en blåvit stjärna av magnitud 4,51 och följeslagaren är en gulvit stjärna av magnitud 5,71.
- ε - Epsilon Circini är en orange jätte av magnitud 4,85.
- δ - Delta Circini är en dubbelstjärna av magnitud 5,09.

- Circinus X-1 är en röntgenbinär bestående av en neutronstjärna och en stjärna i huvudserien. Den upptäcktes 14 juni 1969.

## Djuprymdsobjekt

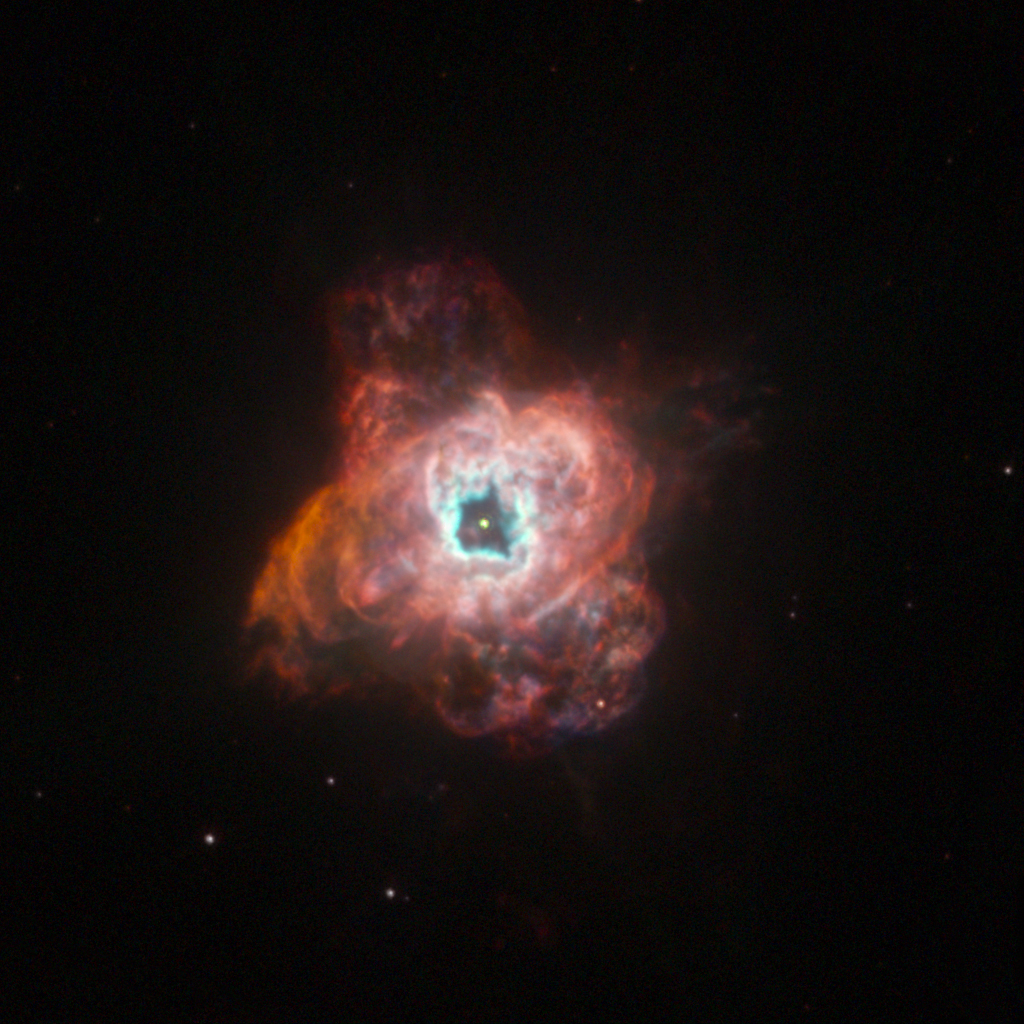
Den planetariska nebulosan NGC 5315 med centralstjärna sedd av Hubbleteleskopet.

Det finns inga Messierobjekt i Cirkelpassaren.

### Stjärnhopar
- NGC 5823 (Caldwell 88) är en öppen stjärnhop av magnitud 7,9.

### Galaxer
- Circinusdvärgen (ESO 97-G13) är en galax som ligger 20 miljoner ljusår bort. Den troddes först vara en dvärggalax, därav namnet. Det har emellertid visat sig att stora delar av galaxen döljs bakom gas- och stoftmoln. Magnitud 9,84.

### Nebulosor
- NGC 5315 är en planetarisk nebulosa av magnitud 9,8.